# Boubacar Fofana (calciatore 1989)
Boubacar Fofana (Conakry, 6 novembre 1989) è un calciatore guineano, centrocampista svincolato.

## Caratteristiche tecniche
Gioca come centrocampista difensivo.

## Carriera

### Nazionale
Ha esordito con la nazionale guineana nel 2014, ed è stato convocato l'anno successivo per la Coppa d'Africa 2015. Successivamente ha partecipato anche alla Coppa d'Africa del 2019.

## Palmarès

### Club

#### Competizioni nazionali
- Coppa di Romania: 1

Sepsi: 2021-2022